# 薩伏依別墅
薩伏依別墅（法語：Villa Savoye），是位於法國巴黎郊區普瓦西镇的一棟現代主義風格的別墅。由瑞士建筑师勒·柯布西耶和其堂弟皮埃尔·让纳雷兩位建築師所設計，于1928年到1931年使用钢筋混凝土建造。
别墅实践了勒·柯布西耶在《走向新建筑》中提出的“新建筑五点”，代表了现代建筑理念的基础，而且是国际主义建筑中最著名的一件作品。
萨伏依别墅最初是当作萨伏依家在乡间的避难所而设计，1940年以后就不再使用，并且在第二次世界大战期间陷入无人修理的境地。1958年，它成为了法国的国家财产。虽然它曾多次被计划拆除，但是它还是在1965年作为法国历史纪念物被保护起来（这是比较罕见的，因为柯布西耶当时还在世）。1985年至1997年，它被彻底的翻新了一遍。现在，它处于國家古蹟中心的管理之下，全年向游客开放。2016年被列為世界遺產。

## 背景
1920年代末，柯布西耶已经名声在外。他的著作《走向新建筑》被翻译成多国文字，他凭借莫斯科中央局大厦的设计成为了俄罗斯先锋派的一员，而他的国际联盟大厦设计方案引发的争论也为大众所知。此外，他也是国际现代建筑协会创始人之一。总之，柯布西耶逐渐地成为了现代建筑的代表人物。
柯布西耶在1920年代早期设计的别墅体现了他提出的建筑的“精确性”——设计的各个细节都需要使得设计本身和城市规划相适应。1920年代晚期的设计，如阿尔及尔的城市规划，则显得更自由一些。

## 设计委托
皮埃尔·萨伏依和妻子艾米利在1928年春天找到了柯布西耶，提出了在普瓦西设计一所乡间别墅的请求。这个地块是一片森林中的草地，从这里向西北方向看去，可以看到很美丽的景色；而从附近的道路到达这一阁地块也是经由相同的方向。虽然艾米利设想了一座配有停车位、额外的卧室和看门人的小屋的夏日别墅，但是实际上柯布西耶并没有受到委托方的限制，这样他得以从自己的建筑理念考虑问题。1928年9月，柯布西耶开始着手进行别墅的设计工作。虽然在1928年秋季至1929年春季期间，他为了节约成本，对最初的设计进行了一些改动，但是为了让最初的设计理念体现在成果之中，柯布西耶将建筑的体量进行了适度的缩小，把主卧移动到了一楼，而整个建筑的基准网格间距也从5米调整到了4.75米。

## 建造
1929年2月估算的建筑造价为大约50万法郎，其中不包含看守人的小屋以及周围景观的造价。1929年2月，业主正式提出了这个项目，并于同年3月签约。在建设过程中，设计方案又被进行了多次修改，调整了层高，移除了司机卧室，又重新加上了司机卧室，这些修改导致造价上升至约80万法郎。建筑开工时，看守人的小屋的设计工作仍未开始；直到1929年6月才确定最终设计方案。最初曾经设计了两座小屋，但是由于造价原因，最终只保留了一座。虽然建设工程在不到一年的时间就完成了，但是直到1931年，别墅才具备了入住条件。

## 设计
萨伏依别墅可能是柯布西耶自1920年代以来最好的作品，对现代主义建筑具有深远的影响。它的设计理念来自于柯布西耶对于建筑设计提出的“新建筑五点”：
1. 柱子支撑，使用柱子来支撑，而不是墙面，由此可有自由平面，自由立面，横向窗户；
2. 屋顶花园，让建筑占据的地块保持绿化；
3. 自由平面，不使用承重墙，根据需要安排隔断；
4. 横向长窗，以提供自然的照明和通风；
5. 自由立面，建筑立面仅当作建筑的外表皮进行设计，不受结构方面的制约。

与他早期设计的城镇中的别墅不同，萨伏依别墅四面没有建筑，这样一来柯布西耶获得了根据日照对四个方向都进行深入设计的机会。他在一层设置了入口大厅、一条上楼的坡道、楼梯、车库、司机和仆人的房间。二层设置了主人的卧室、儿子的卧室、客人的卧室、厨房、客厅和屋顶花园，其中，客厅朝向东南，屋顶花园朝东，儿子的卧室朝西北、厨房和辅助用房朝向西南。三层（屋顶）则设置了日光浴场。
平面图根据黄金分割的比例设计，比正方形稍长的矩形平面被等分成16份，在入口等位置附近又进行了细分，平面布置依据这一劃分进行。
在《走向新建筑》中，柯布西耶说，“汽车是具有单一功能（用来代步）和多重目标（舒适性、耐久度、外观，等等）的事物”。这座别墅被定位在乡间住宅，位置又在巴黎郊外，必须通过乘坐汽车到达。明白了汽车的移动性带来的灵感，才能完整理解这座建筑。车辆可以开进别墅的架空部分，甚至连一层外墙的弧线都是由汽车的最小转弯半径决定。乘车进入建筑架空部分之后，乘客在大门前下车，司机继续向前把车停入车库；而乘客们则直接通过一个柱廊来到大厅。
大厅中的四根圆柱引导来访者走向别墅内的斜坡。这个斜坡几乎可以在别墅的任何角落看到。沿着这个斜坡可以从一层到达二层，直到三层的日光浴场。柯布西耶在他的设计生涯中一直试图将居住的行为变得神圣不可侵犯，甚至连清洗和进餐这样的举动都放在了特殊的位置，以强调它们的重要性。萨伏依别墅的大厅中设置了一个水池以强调“清洗”，而登上屋顶的斜坡则强调了“阳光带来的保健效果”。
一层架空部分支撑二层的柱子起到了很多的效果，在两侧，柱子和二层的外墙位于同一平面，以提供支撑和外墙的厚实感；而在前后两面则稍向后退，以强调房屋立面在水平方向上的观感。此外，设计中增加了两个小柱子以支撑二层的长条窗，虽然这两根柱子和一层外部的柱子的位置接近，但是由于透视原因，这两根柱子显得更靠里一些。
萨伏依别墅使用了水平长条窗，这在柯布西耶的早期作品中也有使用。与同时代的其他建筑师不同，柯布西耶喜欢使用木条窗，而非金属窗。这可能是因为木条窗中的玻璃较外墙面稍向后退，这样一来整面墙看起来像是由若干平行的平面组成。

## 后续历史
建筑完工后，萨伏依一家遇到了由于更改设计而需要付出的追加款项问题，以及房屋的维修问题。每年秋天别墅的屋顶都会漏水。萨伏依一家在这里居住到了1940年，由于第二次世界大战而被迫离开。在战争期间，德国人将别墅用于堆放干草，后来美国人也占用过这座别墅。萨伏依一家在战后回到此地，但是没有再在这里居住过，并很快放弃了这里的房产。这座房子在1958年被普瓦西镇政府征用，最初被当作公共的青少年活动中心，后来曾考虑拆掉别墅以腾出空地建设校舍。这一举动遭到了一些建筑师的抗议，柯布西耶本人也介入此事，最终得以把别墅保留下来。让·杜比松于1953年不顾柯布西耶的反对试图翻新这座建筑，这是第一次有人试图翻新在世建筑师的作品。1965年，这座建筑作为文物获得政府的登记，这是首座被登记为文物的现代主义建筑。1985年，一个完全由国家投资的翻新项目，在建筑师让·路易·维勒主持之下进行，翻新工作于1997年结束。翻新工程包括结构的修理和表皮、台阶的修补，照明设施和监控设施的安装，以及家具摆设的复原。

## 影响

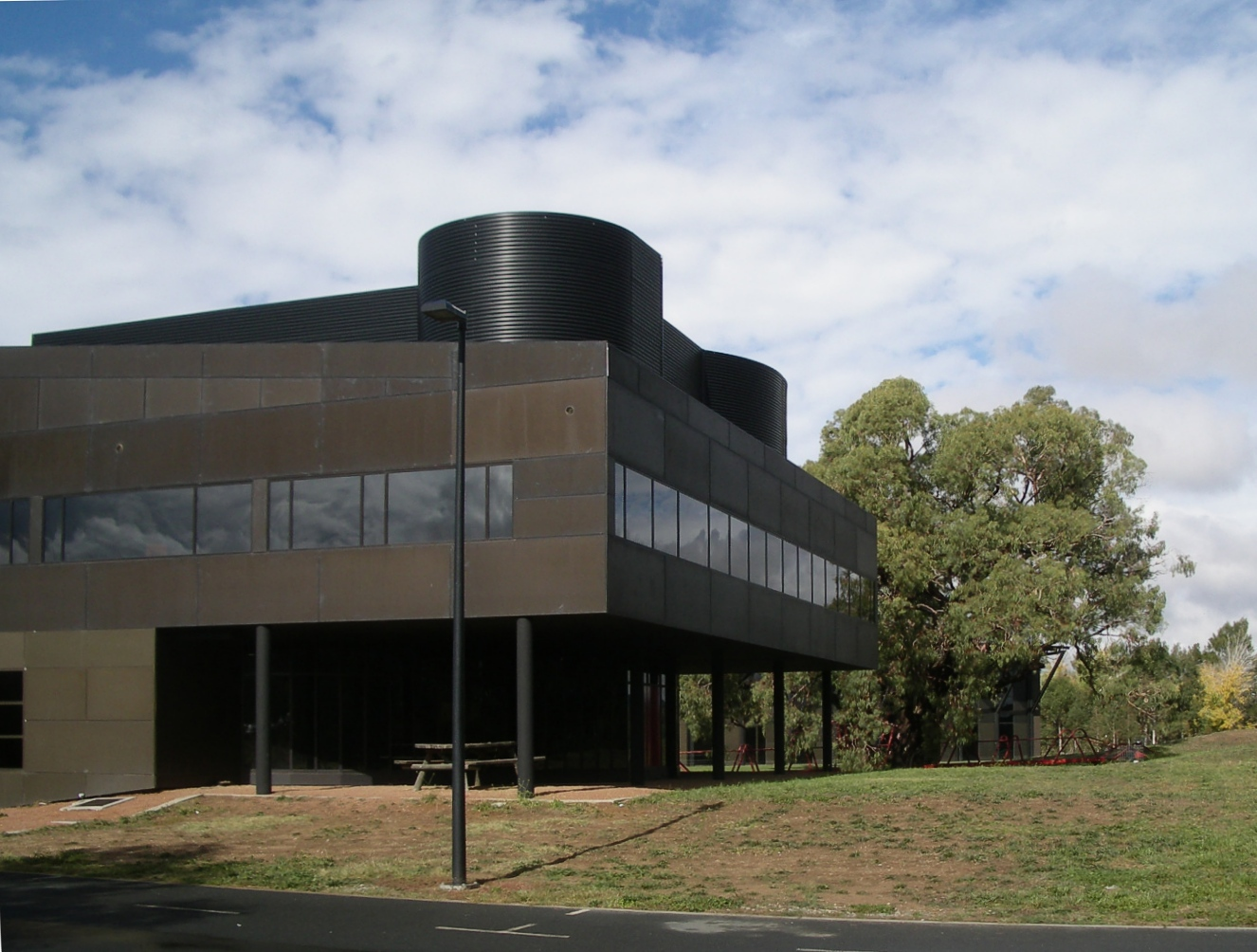
萨伏依别墅在南半球的“影子”。这座建筑位于堪培拉。

萨伏依别墅是1930年代极具代表性的一座建筑，仿效它建立的建筑遍布世界各地。这座建筑出现在当时两部影响极大的著作中：一本是亨利-罗素·希区柯克和菲力普·強生于1932年出版的的《国际式》，另一部是F.R.S.约克1934年出版的《现代公寓》。此外，这本书也出现在柯布西耶自己的全集第二卷。在柯林·罗1947年撰写的文章《理想别墅的数学》中，萨伏依别墅被拿来和帕拉第奥的圆厅别墅进行对比。
柯布西耶在这一栋别墅的设计上获得了极大的自由，这让他能更多的在自己的新建筑五点中发挥创造力，而非受制于业主的需求——这是柯布西耶生涯中最后一个如此完整的作品。这座建筑标志着柯布西耶一个阶段的设计思考的结束，也是柯布西耶“白派”系列建筑的最后一个作品。
批评家将抽象的新建筑五点与萨伏依别墅进行了对比，指出了一些问题：
1. 一层外围的柱子：萨伏依别墅中的柱子更像是装饰性的，而非体现建筑本身的结构。
2. 屋顶花园：缺乏细节设计导致屋顶漏水。

在萨伏依别墅之后，柯布西耶在贝斯特居伊的别墅试验了超现实主义。但是在他的下一个别墅设计——土伦附近的曼德洛特夫人别墅中，却使用了批判地域性主义，并使用了当地的石材。
位于澳大利亚堪培拉的澳大利亚原住民及托雷斯海峡岛屿居民研究协会建筑（阿什顿·拉盖特·麦克道戈尔设计）的西翼是一个和萨伏依别墅几乎完全相同的建筑，只是外表面颜色是黑色。这种正反相对的建筑被霍华德·雷加特描述为“一种倒置、一种反射、也是一种影子”。

## 脚注
1. ↑  Ville Savoye à Poissy （页面存档备份，存于）. Centre des monuments nationaux. Retrieved January 19, 2011.
2. ↑  Monuments historiques ; Label XXe （页面存档备份，存于）. Ministry of Culture. Retrieved January 20, 2011. (French)
3. ↑  . Centre des monuments nationaux.   [2012-06-24]. （原始内容存档于2013-05-27） （法语）.
4. 1 2  Courland, Robert. Concrete Planet. Prometheus Books, Amherst, NY. (2012) 326页.
5. 1 2 3  . Ultimate House. 2007-10-16  [2011-01-19]. （原始内容存档于2011-08-20）.
6. ↑  Travel review of a visit to Villa Savoye 的存檔，存档日期2011-07-12.
7. ↑  Curtis (2006), p93
8. ↑  Benton (1987), p192
9. ↑  Samuel (2004), p33
10. ↑  Curtis (2006), p96 & 97
11. ↑  Benton (1987), p200 & 201
12. ↑  Benton (1987), p201-203
13. 1 2  Panayotis Tournikiotis.  (PDF). Columbia University Graduate School of Architecture.   [January 20, 2011]. （原始内容 (PDF)存档于2011-07-26）.
14. 1 2 3 4  Gast (2000), p66
15. 1 2  Benton (1987), p194 & 195
16. ↑  Gast (2000), p74-77
17. ↑  Le Corbusier (1997), p137
18. ↑  Curtis (2006), p95 & 96
19. ↑  Samuel (2007), p169
20. ↑  Samuel (2007), p185
21. ↑  Samuel (2007), p186
22. ↑  Curtis (2006), p97 & 98
23. ↑  Samuel (2007), p76-78
24. ↑  Curtis (2006), p94
25. ↑  Curtis (2006), p98
26. ↑  Rowe (1987), p13
27. ↑  Gast (2000), p71
28. ↑  Curtis (2006), p108-112
29. ↑  Macarthur, John: Australian Baroque （页面存档备份，存于）, in Architecture Australia, March/April 2001
30. ↑  Berman, Maria: Stealing Beauty 的存檔，存档日期2010-09-18. in Frieze Magazine, Issue 99, May 2006

## 延伸阅读
- Hitchcock, Henry-Russell; Philip Johnson. . United States of America: W.W. Norton & Company. 1966. ISBN 0-393-03651-0.

## 外部連結
- 官方頁面 （页面存档备份，存于）